# Scuol
Scuol (toponyme romanche ; en allemand Schuls) est une commune suisse du canton des Grisons, située dans la région d'Engiadina Bassa/Val Müstair dont elle est la capitale, en Basse-Engadine. Avec près de 4 700 habitants, c'est aussi la plus grande communauté romanche des Grisons. 
Depuis le 1er janvier 2015, elle intègre les anciennes communes d'Ardez, Ftan, Guarda, Sent et Tarasp.

## Toponymie
Le nom Scuol viendrait du latin scopulus, précipice, falaise et fait référence à l'emplacement de l'église réformée San Geer.
Le nom officiel a subi plusieurs changements au cours du XXe siècle :
- jusqu'en 1943, le nom officiel de la commune était Schuls ;
- en 1943, il a été changé en Bad Scuol/Schuls ;
- en 1970, Schuls a été abandonné comme nom officiel, ne laissant que Bad Scuol ;
- en 1999, Bad a été abandonné, laissant le nom d'aujourd'hui, Scuol.

Ardez dérive d'une racine celte ardwetio qui signifie rocher, butte rocheuse, d’où au Moyen Âge Steinsberg, qui désigne le fief et le lieu.

## Histoire

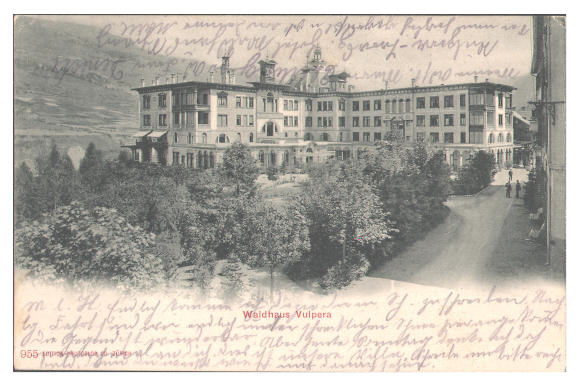
Hotel Waldhaus Vulpera en 1907?

Photo aérienne (1947)

Scuol est mentionné pour la première fois en 1095 sous le nom de Schulles.
Lors de fouilles en 1963, les vestiges les plus anciens d'une colonie sur la colline de l'église ont été découverts et datés de 1500 av. J.-C., à l'Âge du bronze. Les fouilles de 1970 ont mis en évidence une église vraisemblablement carolingienne qui a brûlé en 1258. Au début du XVe siècle, l'édifice roman qui lui a succédé s'est délabré et l'église gothique actuelle est achevée en 1516. Vers 1530, la communauté se convertit au protestantisme. À partir de 1621, les femmes sont autorisées à s'asseoir à droite dans l'église à la suite de leur implication dans la défense de la place contre l'attaque d'Alois Baldiron.
Eberhard von Tarasp fonde à Scuol en 1089/96 le couvent original de l'abbaye de Marienberg dans le Haut-Val Venosta, où le monastère abandonné est transféré à partir de 1146.
En 1622, la Basse-Engadine est de nouveau soumise aux Habsbourg en échange d'un bail. Après les troubles de Bündner, la région est achetée libre des droits autrichiens restants dans deux contrats avec l'Autriche en 1649 et 1652.
Le Grand Hotel Waldhaus Vulpera de style néo-Renaissance à Scuol-Tarasp avec des Sgraffites a ouvert ses portes le 8 juin 1897 et a été l'une des premières adresses dans les Alpes suisses. Incendié le 27 mai 1989, c'était un monument majeur de la Belle Époque en Europe.
Le 1er janvier 2015, la commune de Scuol a intégré ses anciennes voisines d'Ardez, Ftan, Guarda, Sent et Tarasp. Depuis cette fusion, la commune est devenue la plus grande de Suisse en superficie (438,63 km2).

## Blason
Blason : En or, une vasque noire avec quatre jets d'eau bleu-argent.
Le blason symbolise Scuol en tant que station thermale importante et a été conçu en simplifiant le sceau municipal. Les quatre jets d'eau représentent les différentes sources minérales de la commune.

## Géographie

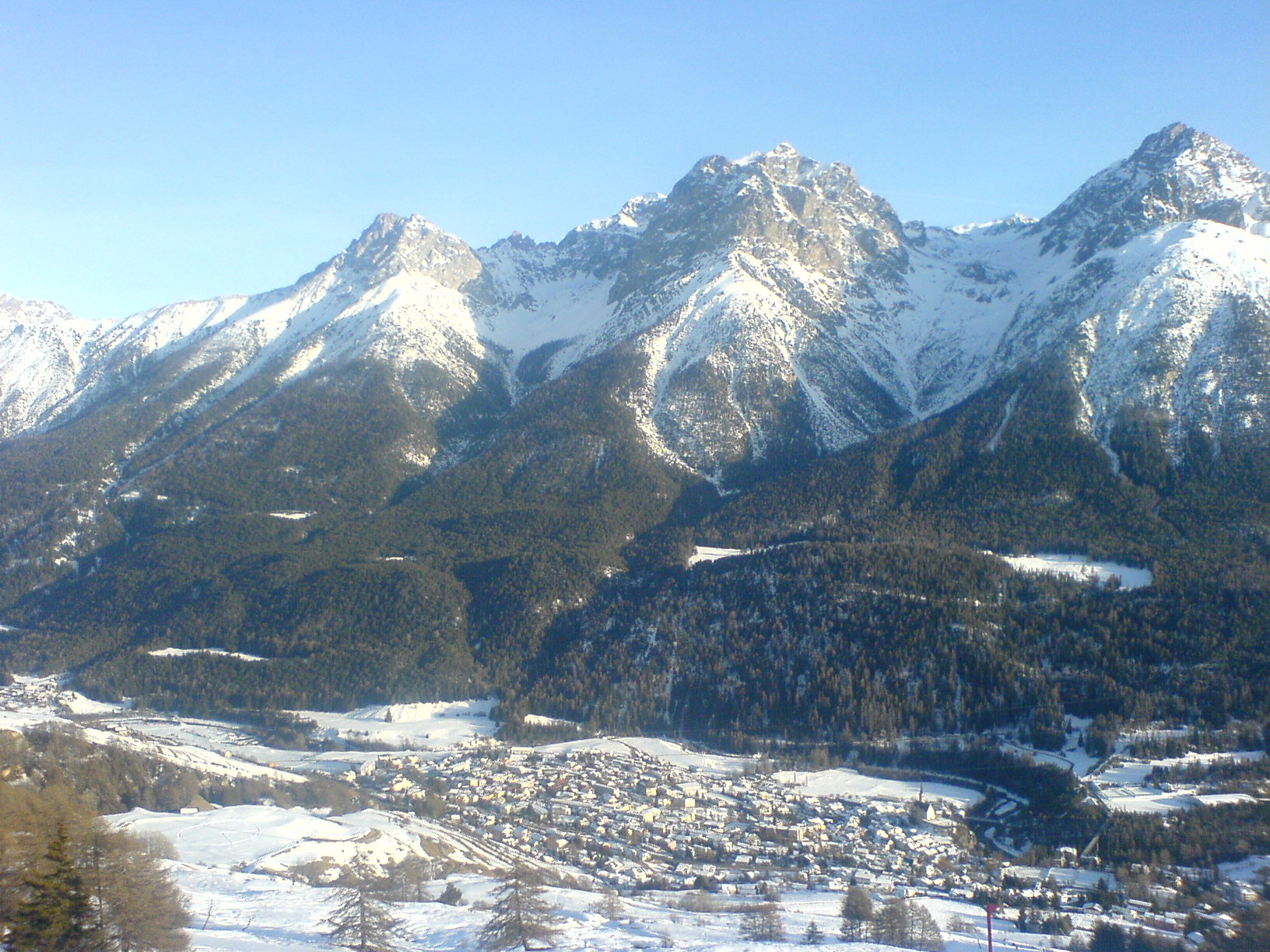
Village et vallée de Scuol.

Scuol est la capitale de la région Engiadina Bassa/Val Müstair, sur la rive gauche de l'Inn (rivière). Elle est située à 48 km de Davos, 59 km de Landeck, 61 km de Saint-Moritz et 104 km de Coire.
22,65 km2[réf. nécessaire] du territoire communal sont inclus dans le Parc national suisse. Le point culminant de Scuol est le Piz Buin à 3 312 m, qui appartient à la fraction Guarda. Le point le plus bas est à 1 099 m l'Inn près de Tramblai, dans la fraction Sent. Le Piz Sesvenna (3 205 m) et le Piz Lischana (3 105 m) sont les autres sommets importants situés sur son territoire.
Depuis la fusion de 2015, Scuol a une superficie de 438,63 km2, ce qui en fait la plus grande commune de Suisse en taille. Avant la fusion, Scuol avait une superficie (selon l'enquête 2004/09) de 144,14 km2. Environ 26,9 % de cette superficie est utilisé à des fins agricoles, tandis que 25,8 % est boisé. Sur le reste des terres, 1,2 % sont habitées (bâtiments ou routes) et 46,1 % sont des terres improductives. Au cours des décennies 1979/85-2004/09, la quantité de terres colonisées a augmenté de 37 ha et les terres agricoles ont diminué de 146 ha.
Toute la face sud du Piz Champatsch sur 2 785 m est utilisée comme domaine skiable appelé « Motta Naluns », du nom d'un endroit au nord de Scuol. La station dispose de 80 kilomètres de pistes et de 12 remontées mécaniques (téléphérique/télésièges/téléskis).
Avant 2017, la municipalité était la capitale du District d'Inn et était située dans le sous-district de Suot Tasna ; depuis 2017, elle fait partie de la région Engiadina Bassa/Val Müstair. C'est une station thermale et un lieu de villégiature bien connus et le centre d'affaires de la vallée de Basse-Engadine. C'est le plus grand village sur la rive gauche de l'Inn (rivière). Il se compose du village de Scuol divisé en un village supérieur (Scuol Sura) et un village inférieur (Scuol Sot), avec le quartier Pradella et de l'ancien village minier de S-charl. Le quartier Schinnas et Crastuoglia, qui ne cesse de croître depuis plusieurs années au-dessus de la rocade, est nouveau, et est apprécié pour sa situation sur le versant ensoleillé. 
Le God da Tamangur (« la forêt là-bas ») est la plus haute forêt continue de pins parasols d'Europe, juste à l'extrémité du Val S-charl, au sud de Scuol. La réserve naturelle forestière couvre une superficie d'environ 84 ha jusqu'à 2 400 m d'altitude. En raison de l'altitude et des conditions météorologiques, les arbres poussent très lentement et peuvent vivre jusqu'à 700 ans.

### Sources thermales
Scuol se trouve au milieu de la Unterengadiner Fensters (« Fenêtre de Basse-Engadine »), une météorisation (géologie) importante dans la couche de gneiss et de granite autrement imperméable aux gaz. Dans la zone de la « Fenêtre », les gaz de l'intérieur de la terre peuvent pénétrer vers le haut à travers les fissures et les schistes mous, se mélanger avec les eaux souterraines et ainsi former des sources minérales qui sont utilisées comme eaux médicinales dans la région de Scuol-Vulpera-Tarasp, dont l'eau minérale naturelle alcaline Glauber-bzw. Les sources de sulfate de magnésium (sel d'Epsom) et d'acide ferrique ont les effets digestifs déjà connus des anciens Romains. Parmi ces sources se trouve la source salée de Glauber, la plus riche en minéraux d'Europe, nommée « Luzius », qui a une minéralisation totale de 17 g/l.
Beaucoup de ces sources d'eau minérale contiennent de l'acide carbonique naturel. Les fontaines publiques sont généralement équipées de deux robinets : un pour l'eau potable normale  et l'autre pour l'eau minérale gazeuse.

### Liste des localités
Les localités de Scuol sont :
- Ardez[14]
  - Bos-Cha
  - Sur En
- Ftan[15]
  - Grond
  - Pitschen
- Guarda[16]
  - Giarsun
- Nairs[réf. nécessaire]
- S-charl[17]
- Sent[18]
  - Crusch
  - Sur En
- Tarasp[19]
  - Aschera
  - Avrona
  - Chants
  - Chaposch
  - Florins
  - Fontana
  - Sgnè
  - Sparsels
  - Vallatscha
  - Vulpera[20]
- Zuort[réf. nécessaire]

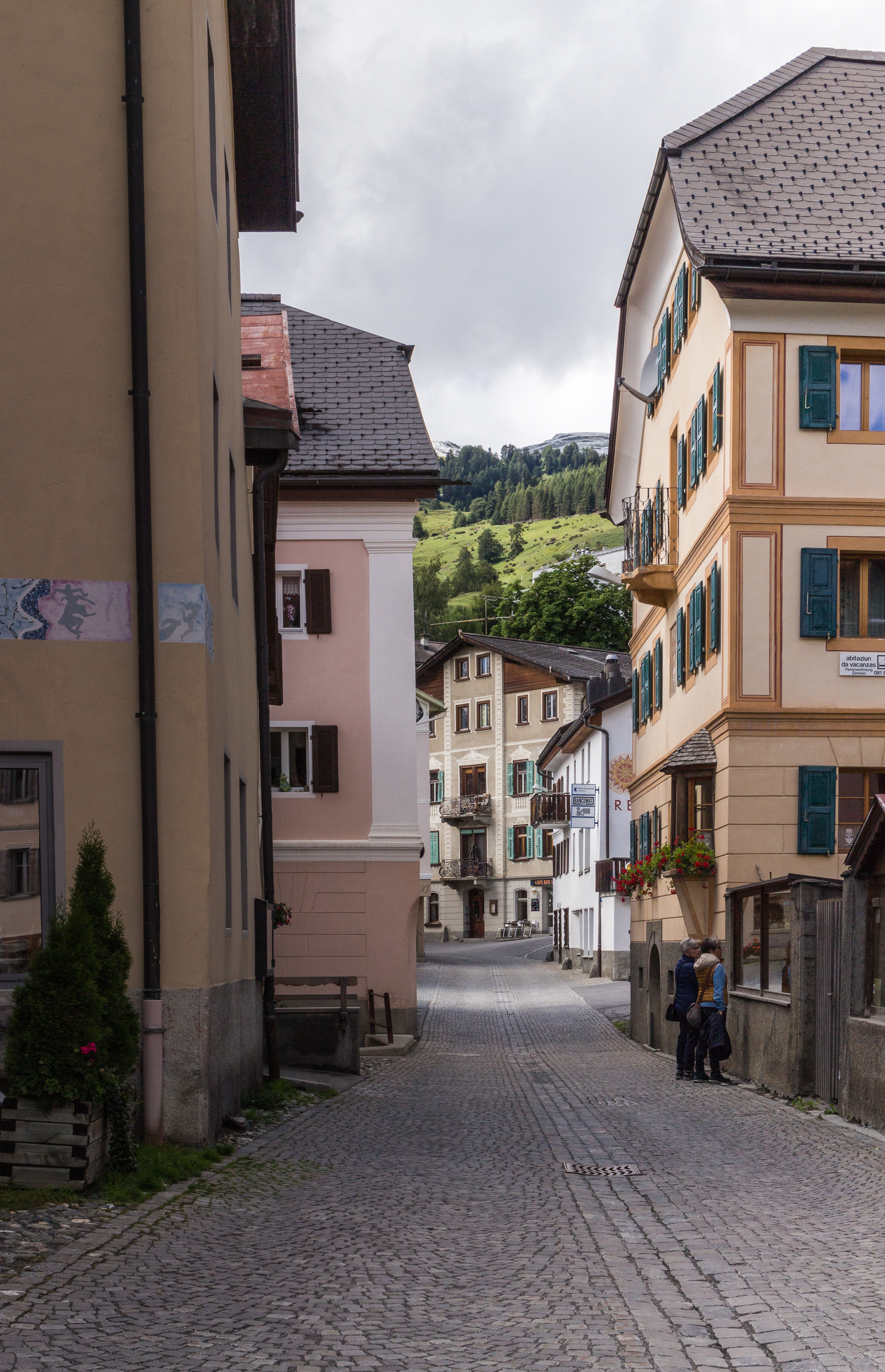
Vue de Sent.

Le village d’Ardez est perché sur une colline à proximité d’un rocher coiffé d’une tour, reste des ruines d’un château. Les maisons typiques sont ornées de fresques, inscriptions et sgraffites, technique de gravure qui laisse paraître le fond noir lorsqu’on enlève la couche superficielle claire.
Les activités économiques sont réparties entre le tourisme (on peut visiter le village à pied), l’agriculture (élevage de moutons) et l’artisanat qui transforme et vend des produits de la région, en particulier la laine.

## Climat

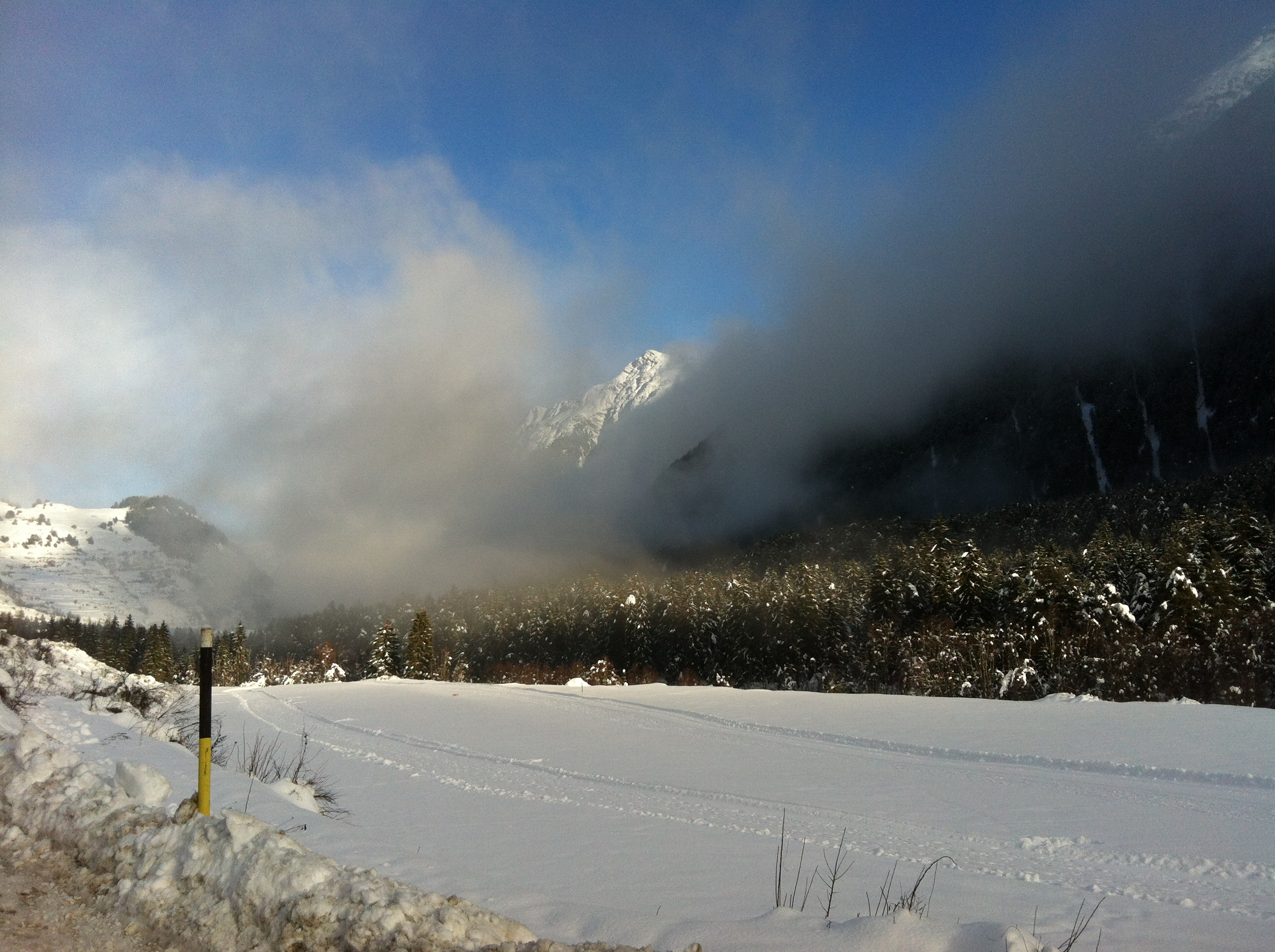
Route vers Scuol de Sur En.

La Basse-Engadine est connue pour son climat ensoleillé et est l'une des régions les plus sèches de Suisse, voire de toutes les Alpes. Elle appartient aux contreforts occidentaux de la zone sèche intra-alpine des Alpes orientales, mais les conditions orographiques particulières de Scuol doivent également être prises en compte comme raison de son climat particulièrement ensoleillé et sec. Du fait de son emplacement géographique, étant située dans la profondeur d'une vallée, Scuol présente un climat continental humide avec des étés modérés et des hivers froids, qui s'accompagnent généralement de chutes de neige. 
La Basse-Engadine est protégée par le massif de Silvretta au nord et par les Dolomites d'Engadine au sud, de puissantes chaînes de montagnes. En conséquence, le soleil brille souvent en Basse-Engadine alors qu'il pleut dans les zones endiguées du versant nord ou sud des Alpes. Contrairement à la Haute-Engadine, la Basse-Engadine ne peut pas être classée climatiquement avec le versant sud des Alpes suisses, car contrairement à la Haute-Engadine, qui est située plus haut, l'influence climatique du nord-ouest, non du sud, domine. La Basse-Engadine forme sa propre petite province climatique, dans laquelle le temps est souvent difficile à prévoir.
Le caractère continental de la région autour de Scuol assure par conséquent un climat principalement sec et froid en hiver ; la saison des précipitations est l'été. Le mois avec le moins de précipitations est février. La formation de brouillard est extrêmement rare (1,4 jours de brouillard par an), le vent souffle généralement très faiblement dans le fond de la vallée, mais le système éolien vallée-montagne assure un très fort refroidissement, surtout la nuit. Les températures en hiver atteignent -20 °C ou moins aux endroits de rayonnement ; décembre et janvier affichent un nombre supérieur à la moyenne de 15 jours de glace pour l'altitude.
Malgré la relative sécheresse, il y a presque toujours assez de neige en hiver. Scuol a l'avantage de ne jamais souffrir, en général, d'un grave manque de neige pendant les années « méridionales » ou « septentrionales » prononcées. Ni le vent d'ouest humide et doux, qui fait que les limites des chutes de neige sur les pentes nord des Alpes s'élèvent légèrement au-dessus de 1 500–2 000 m, ni l'effet de foehn connu sous le nom de « mangeur de neige » ne se produisent à Scuol sous la forme classique en raison de l'emplacement protégé, ce qui favorise la fiabilité de la neige et réduit considérablement les fortes fontes.

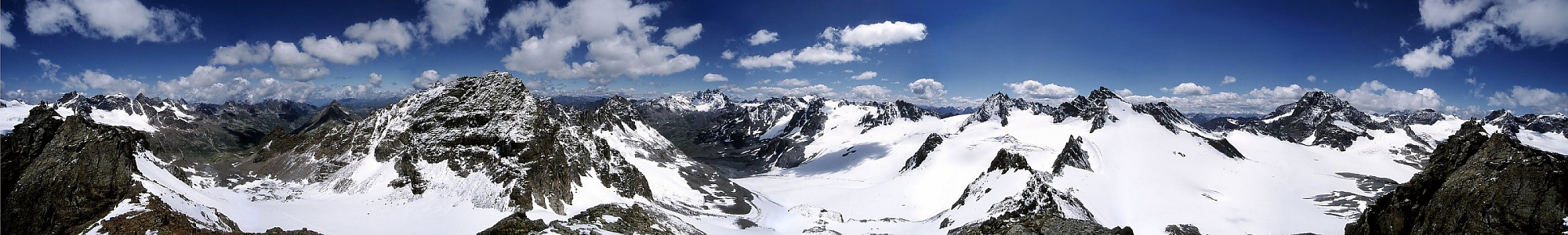
Panorama du massif de Silvretta depuis l'Ochsenkopf.

La température moyenne annuelle est de 5,5 °C. En moyenne, il y a environ 168 jours de gel et 46 jours de glace. Il y a une moyenne annuelle d'environ 31 jours d'été, tandis qu'une moyenne de 2,7 jours chauds est enregistrée. L'Office fédéral de météorologie et de climatologie MétéoSuisse est situé à une altitude de 1 304 m.
Malgré un minimum moyen de -8º au cours de son mois le plus froid, les hivers ne sont pas aussi froids que dans les villes en amont comme Saint-Moritz. Le village connaît en moyenne 97,8 jours de pluie par an et en reçoit en moyenne 693 mm de précipitations. Le mois le plus humide est août, période pendant laquelle Scuol reçoit en moyenne 96 mm de précipitations. Au cours de ce mois, il y a une moyenne de 11,3 jours de précipitations. Le mois avec le plus de jours de précipitations est juillet, avec une moyenne de 11,3 mais avec seulement 87 mm de précipitations. Le mois le plus sec de l'année est mars avec une moyenne de 36 mm de précipitations sur 11,3 jours.

## Écologie
Depuis son arrivée en Engadine en 2005, l'ours est souvent observé. En 2017, un ours tue deux moutons protégés par des chiens de troupeau près de Scuol. En été 2021, un ours arrive dans la commune de Scuol. Il tue cinq moutons et un sixième, blessé, est euthanasié.

## Démographie
Au 31 décembre 2019, Scuol avait une population de 4 624 habitants. En 2008, 23,6 % de la population était composée de ressortissants étrangers. Au cours des 10 dernières années, la population a augmenté à un taux de 1,4 %.
En 2000, la répartition par sexe de la population était de 48,5 % d'hommes et 51,5 % de femmes. La répartition par âge en 2000 est la suivante : 220 enfants soit 10,4 % de la population ont entre 0 et 9 ans, 106 adolescents ou 5,0 % de la population ont entre 10 et 14 ans et 139 adolescents ou 6,6 % de la population ont entre 15 et 19 ans ; dans la population adulte, 248 personnes ou 11,7 % de la population ont entre 20 et 29 ans, 334 personnes ou 15,7 % de la population ont entre 30 et 39 ans, 306 personnes ou 14,4 % de la population ont entre 40 et 49 ans et 278 personnes ou 13,1 % de la population ont entre 50 et 59 ans ; dans population âgée, 201 personnes ou 9,5 % de la population a entre 60 et 69 ans, 154 personnes ou 7,3 % de la population ont 70 à 79 ans, 115 personnes ou 5,4 % de la population ont 80 à 89 ans, et 21 personnes ou 1,0 % de la population ont 90 à 99 ans.
En 2013, il y avait 1 073 ménages privés à Scuol. Sur les 694 immeubles habités de la municipalité, en 2000, environ 41,6 % étaient des maisons unifamiliales et 36,6 % étaient des immeubles multifamiliaux. De plus, environ 36,5 % des bâtiments ont été construits avant 1919, tandis que 11,4 % ont été construits entre 1991 et 2000. En 2012, le taux de construction de nouveaux logements pour 1 000 habitants était de 20,57. Le taux de vacance de la commune, en 2014, était de 2,48 %.
Sur les 2 196 habitants recensés fin 2005, 1 764 (80 %) étaient citoyens suisses.
L'évolution historique de la population est la suivante :

## Langues
La langue de Scuol est le vallader, un idiome romanche. Déjà dans la seconde moitié du XIXe siècle, la communauté comptait une minorité germanophone. Néanmoins, le romanche a su tenir bon jusqu'à la Seconde Guerre mondiale. En 1880, 82 % de la population ; en 1910, 64 % et encore 71 % en 1941, avait comme langue maternelle le romanche. En 1970, la proportion de romanches est tombée à 62 %, s'est brièvement rétablie, et a fortement chuté depuis lors. La communauté et l'école soutiennent le romanche.
En 2000, la moitié de la population parle le romanche (49,4 %), l'allemand étant la deuxième langue la plus répandue (39,2 %) et l'italien la troisième (3,9 %). Scuol est l'hôte d'une branche de la Ligue romanche.

## Religion
La Réforme protestante a été introduite dans la région en 1533.

## Économie

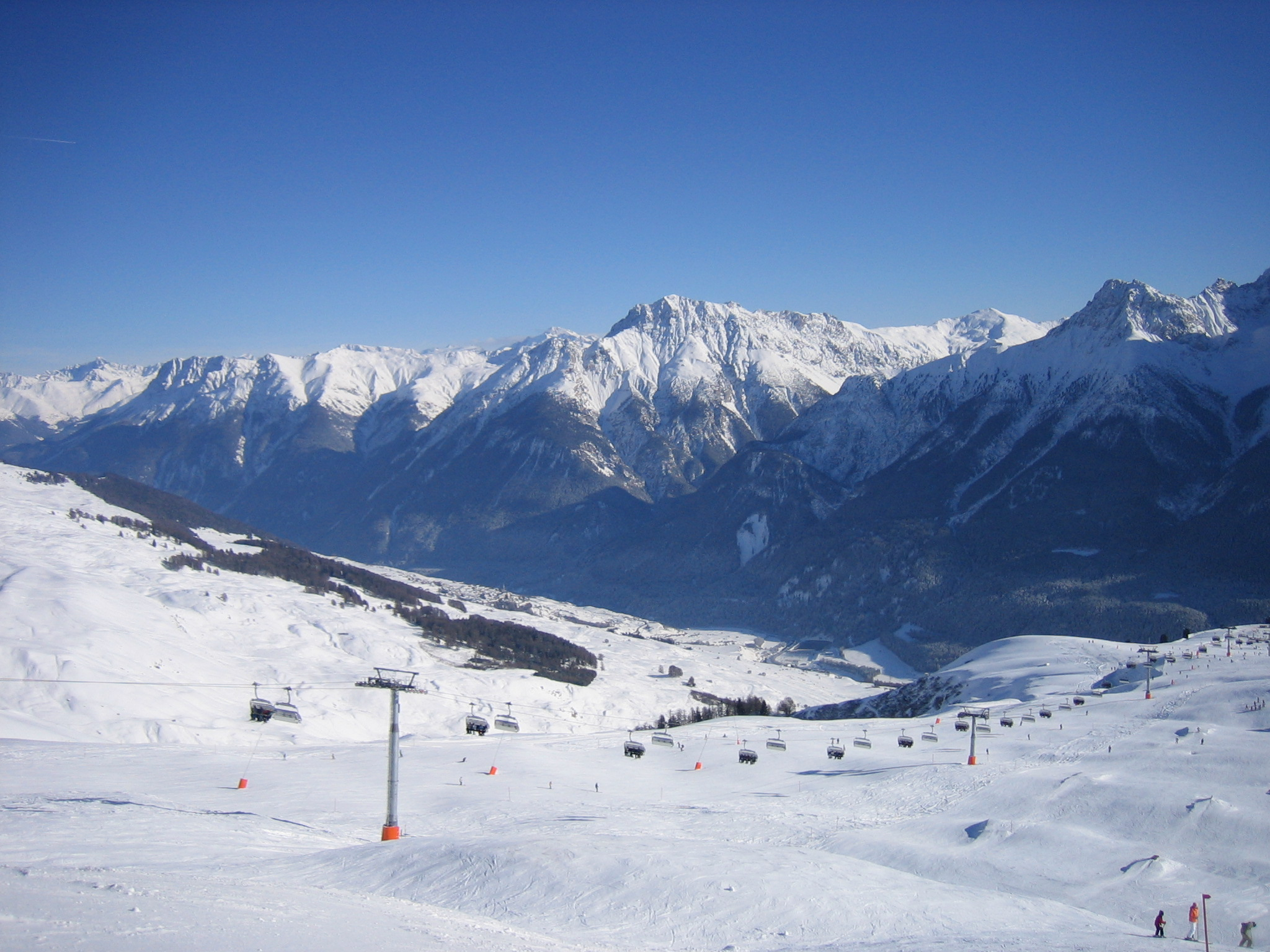
Installations de ski à Scuol.

Scuol est une station thermale d'été (Spa (établissement) aménagé depuis les années 1860) et d'hiver (station de sports d'hiver aménagée depuis 1956).
En 2012, 2 240 personnes étaient employées dans la municipalité. 39 personnes au total travaillaient dans 13 entreprises du secteur primaire ; le secteur secondaire employait 394 travailleurs dans 33 entreprises distinctes ; enfin, le secteur tertiaire fournissait 1 807 emplois dans 265 entreprises. En 2013, 20,6 % de la population bénéficiait de l'aide sociale.

## Politique
Aux élections fédérales suisses de 2011, le parti le plus populaire était le BDP avec 43,2 % des voix. Les trois autres partis les plus populaires étaient l'Union démocratique du centre (UDC) (20,1 %), le Parti socialiste suisse (SP) (15,1 %) et le Parti libéral-radical (FDP) (10,3 %). Aux élections fédérales, un total de 666 votes ont été exprimés et la participation électorale était de 46,0 %.

## Criminalité
En 2014, le taux de criminalité, sur les plus de 200 infractions répertoriées dans le Code pénal suisse (allant du meurtre, du vol et de l'agression à l'acceptation de pots-de-vin et à la fraude électorale), à Scuol était de 41,3 pour mille habitants. Ce taux n'est que 63,9 % du taux moyen dans l'ensemble du pays. Au cours de la même période, le taux des délits liés à la drogue était de 8,5 pour mille habitants et le taux d'infractions aux lois sur l'immigration, les visas et les permis de travail était de 0,9 pour mille.

## Éducation
À Scuol, environ 69,7 % de la population (entre 25 et 64 ans) a terminé soit l'enseignement secondaire supérieur non obligatoire, soit l'enseignement supérieur complémentaire (soit une université, soit une haute école spécialisée, une Fachhochschule).

## Hôpital
Il existe un petit hôpital régional, appelé Ospidal Engiadina Bassa en romanche (Hôpital de Basse-Engadine). L'hôpital a célébré son 100e anniversaire le 21 juin 2008. C'est l'un des plus petits hôpitaux du pays, offrant des services de base tels que la chirurgie, la médecine interne, la cardiologie, la dermatologie, l'oncologie, la gynécologie, un Accueil et traitement des urgences 24h/24 et une unité de médecine de soins critiques de deux lits. Naturellement pour une station de montagne avec un grand domaine skiable, les interventions orthopédiques sont très courantes.

## Culture et curiosités

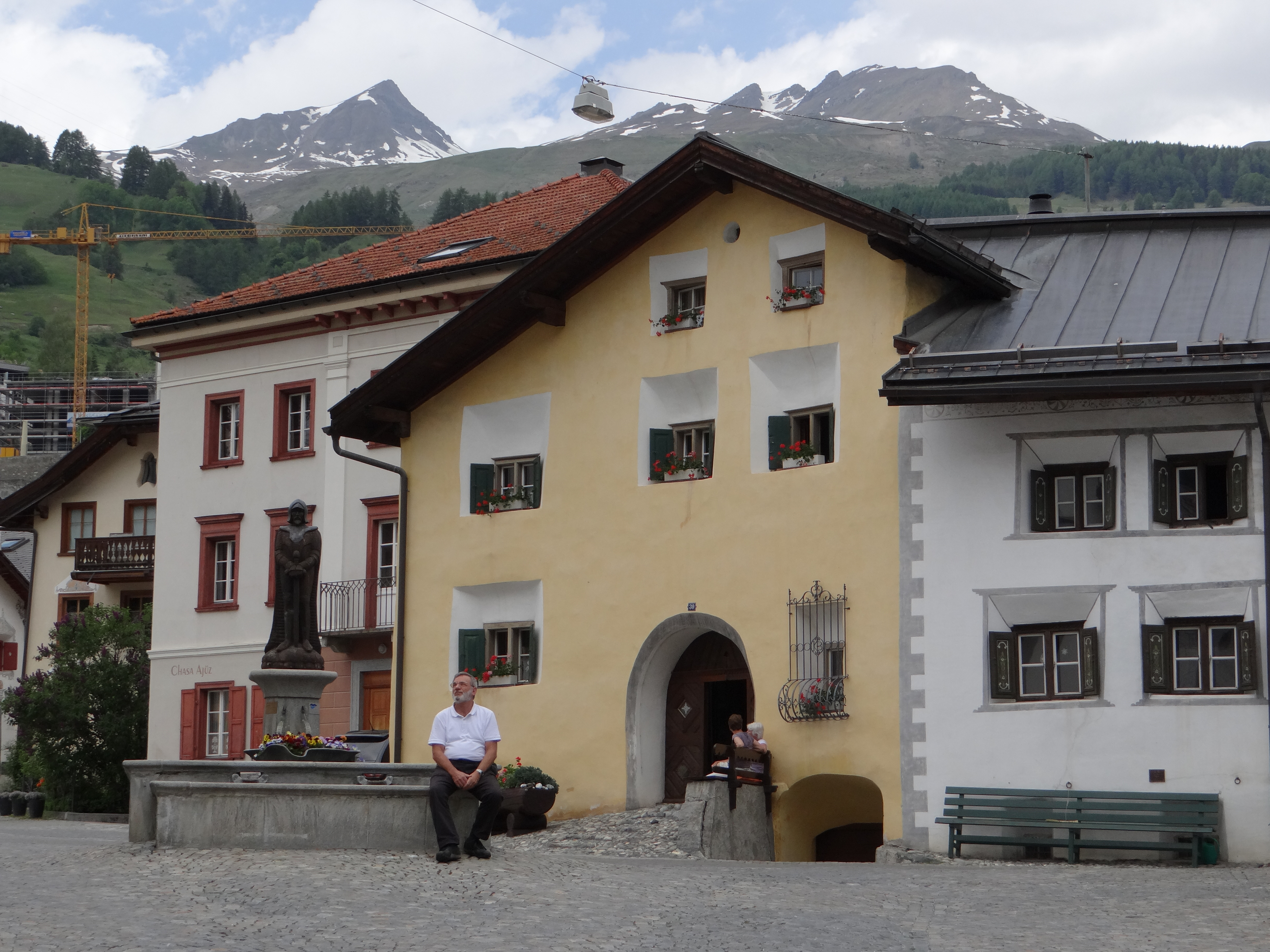
Chasa Wieland.

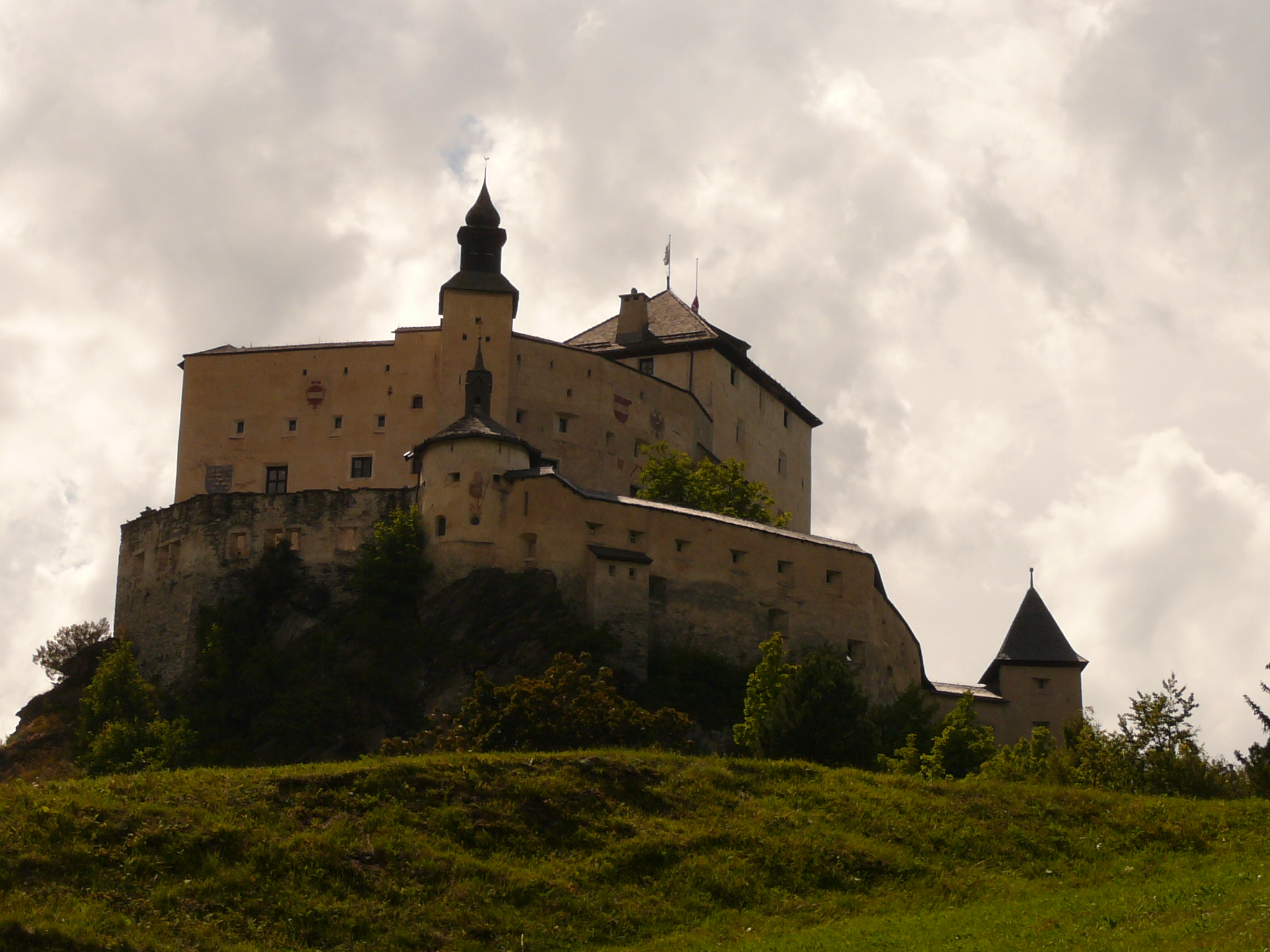
Château de Tarasp.

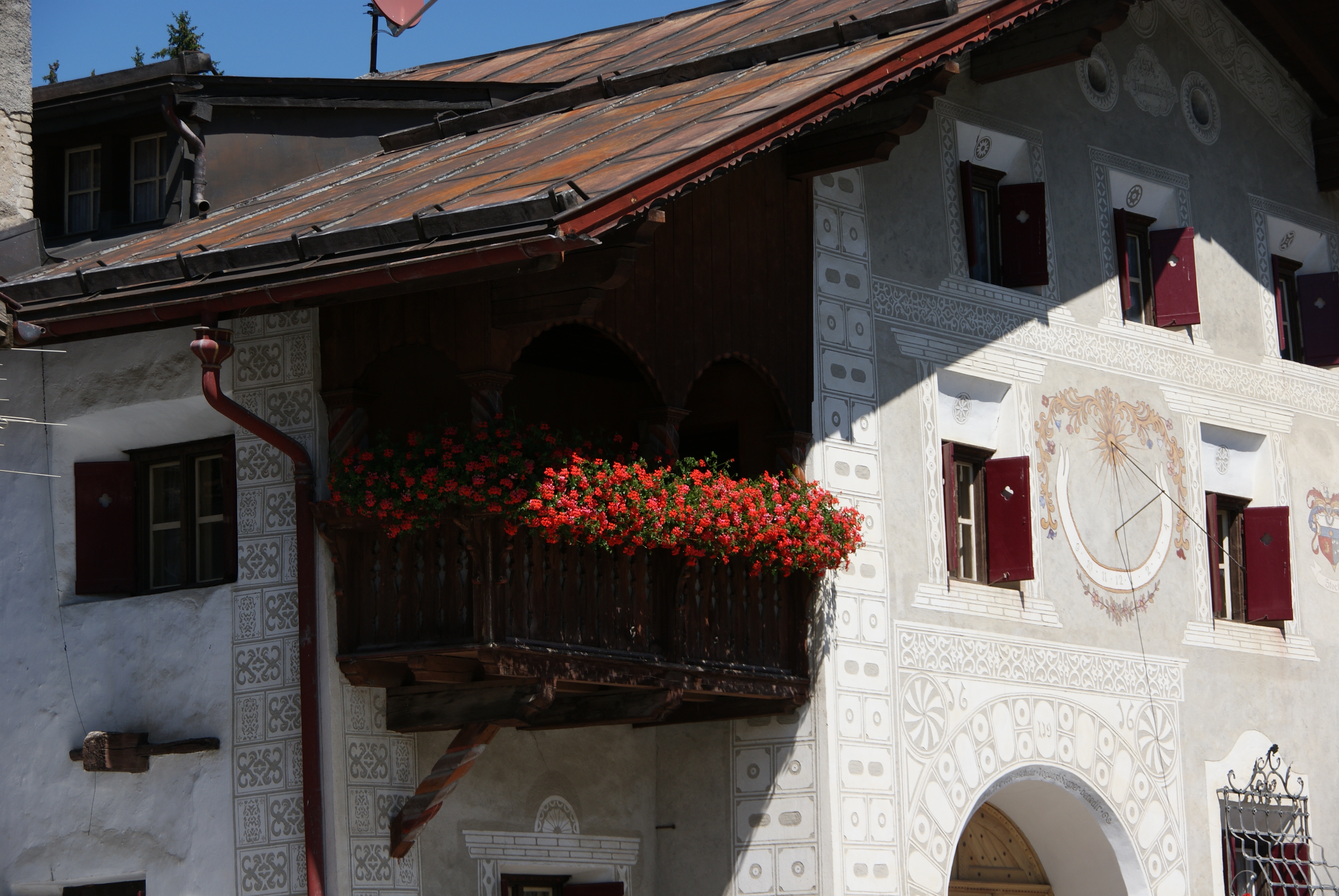
Maison typique de l'Engadine à Scuol.

### Sites remarquables
La Baselgia refurmada, église réformée construite en 1516 dans le style gothique tardif, la Chasa Wieland Nr. 29 et le Kurhaus Bad Tarasp (spa Bad Tarasp) à Scuol, le château de Steinsberg (un site préhistorique, une forteresse médiévale et une église) et le Doppelwohnhaus (maison double) à Ardez, le château de Tarasp et le Trinkhalle (buvette) à Tarasp sont tous classés à l'Inventaire suisse des biens culturels d'importance nationale et régionale.
Le site de Chastè comprend des établissements de la fin de l'âge du bronze (culture Melauner) au début de l'âge du fer (culture Fritzens-Sanzeno) ainsi que quelques trouvailles de l'Empire romain.
La Chasa Wieland no 29 dans le village de Scuol a été construite autour d'une tour médiévale en pierre de trois étages, probablement par l'une des quelques familles nobles grisonnes. La tour a peut-être été endommagée lors de la destruction de Scuol en 1499 pendant la guerre de Souabe, mais si c'est le cas, elle a été rapidement réparée. Pendant le Bündner Wirren, en 1622, Scuol et la tour furent incendiés. Peu de temps après, une ferme a été construite sur les ruines, incorporant les murs épais de un mètre. Certaines des portes proviennent de la tour, tandis que de nouvelles fenêtres ont dû être percées dans les murs. La date de 1753 a été gravée dans le linteau. Les murs montrent encore la construction Pietra Rasa, où le mortier qui maintient les pierres brutes ensemble est également utilisé comme enduit pour celles-ci. Après le plâtrage au mortier, des lignes sont incisées dans le mortier pour donner l'apparence de briques ou de pierres régulières.

### Autres sites
Le village inférieur de Scuol Sot conserve de belles maisons anciennes de l'Engadine et une place de village pittoresque avec une grande fontaine et des sites tels que le musée de la Basse-Engadine ou la Chasa Baer-Gaudenz. Dans le haut du village, s'alignent les maisons historiques de l'Engadine, dont le presbytère classé Scuoler, la chasa Porta et la Chasa Wieland .
Les édifices remarquables sont à Scuol Sot, la Chasa Hohenbalken, la maison avec peinture de façade gothique tardif, le pont couvert en bois, la tour du pont ; dans le Stradun, la rue principale, la Villa Engiadina, le Centre Augustin ; à Nairs, la Kurhaus Bad Tarasp, l'ancien bain public (Centre da cultura NAIRS), l'ancienne église anglicane (fin XIXe siècle, depuis les années 50 devenue un immeuble résidentiel).
La Chasa da L'Üja, la dépendance de l'hôtel Traube, largement décorée de sgraffites par Steivan Liun Könz, vaut également le détour.
Parmi les monuments destiné à la circulation, figurent le pont de Gurlaina et le pont de l'Inn, ouvert à la circulation en 2010, entre Scuol et Vulpera.

### Coutumes régionales

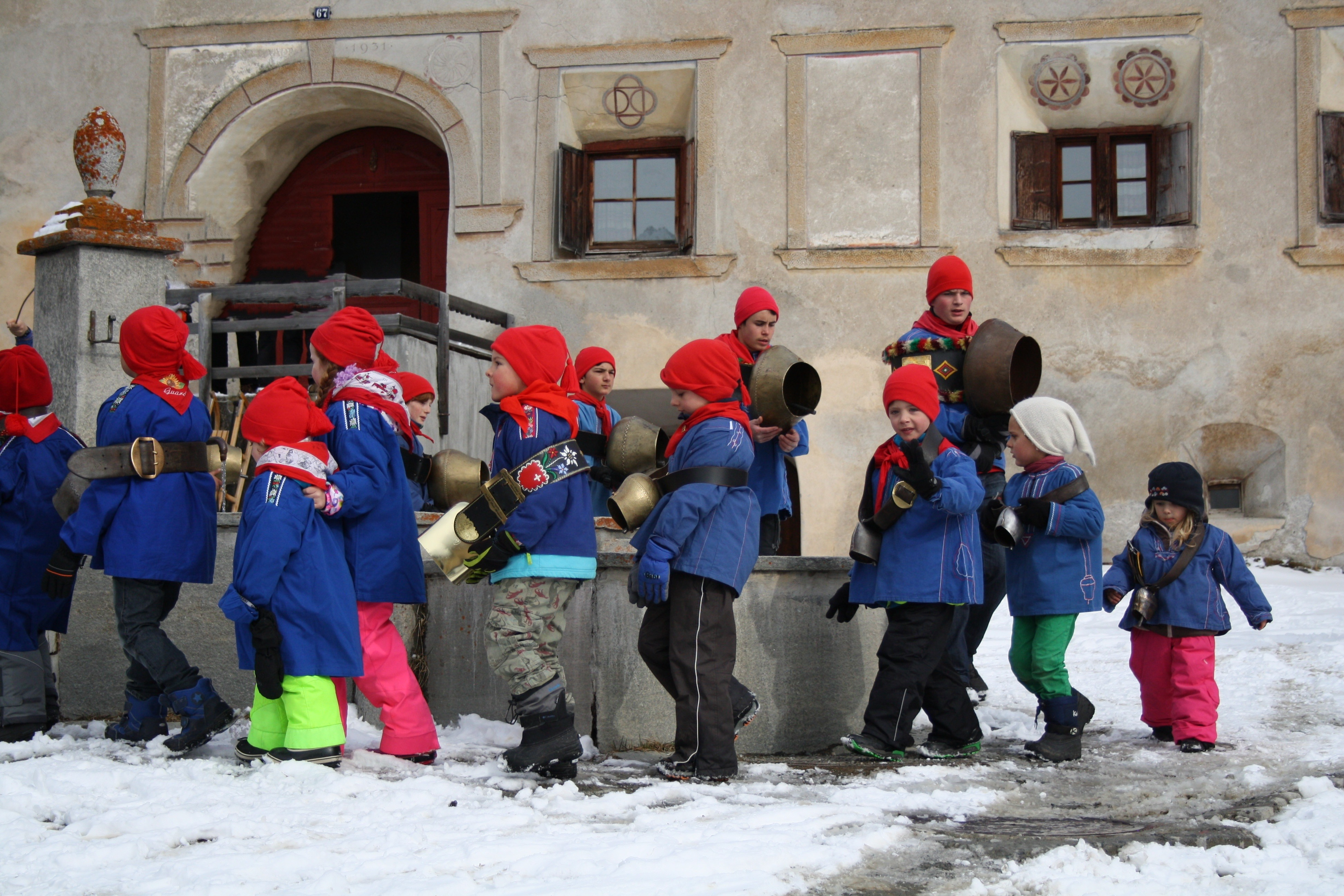
Chalandamarz à Guarda.

Le brûlage traditionnel du Hom Strom a lieu le premier samedi de février. Le 31 décembre les enfants célèbrent la fête des Barchinas. Le 1er mars, comme en Basse-Engadine, Chalandamarz est largement célébré, les jeunes se déplaçant dans le village en procession et chassant l'hiver accompagnés de chants et de bruits.
Dans la tradition de l'Engadine, le surnom de la population de Scuol est ils porches (« les cochons »).

## Tourisme

### Eté

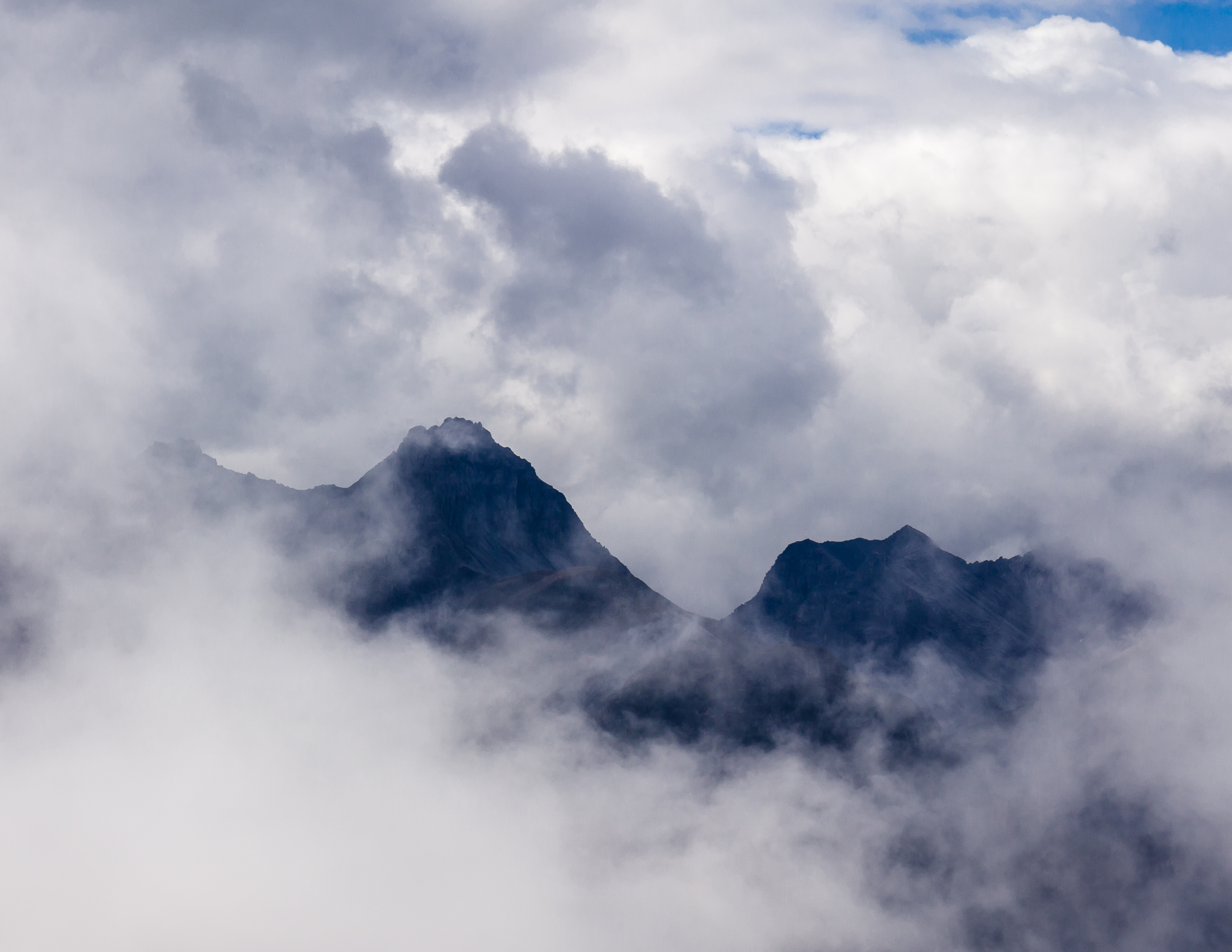
La zone de Motta Naluns à Scuol en fin d'été. Septembre 2023.

La montagne locale de Scuol, Motta Naluns, est le point de départ des randonneurs, des cyclistes et des parapentistes. Sur le côté droit de la vallée se trouve la zone de randonnée et de tourisme de Val S-charl avec le parc national adjacent et la Lischanahütte du SAC. Au-dessus de Scuol se trouve San Jon, un centre équestre proposant des randonnées équestres et Flöna, l'un des plus anciens refuges de montagne de la Basse-Engadine.
Scuol est le lieu annuel du National Park Bike Marathon, dont le départ et l'arrivée se situent à Scuol.

### Sports d'hiver

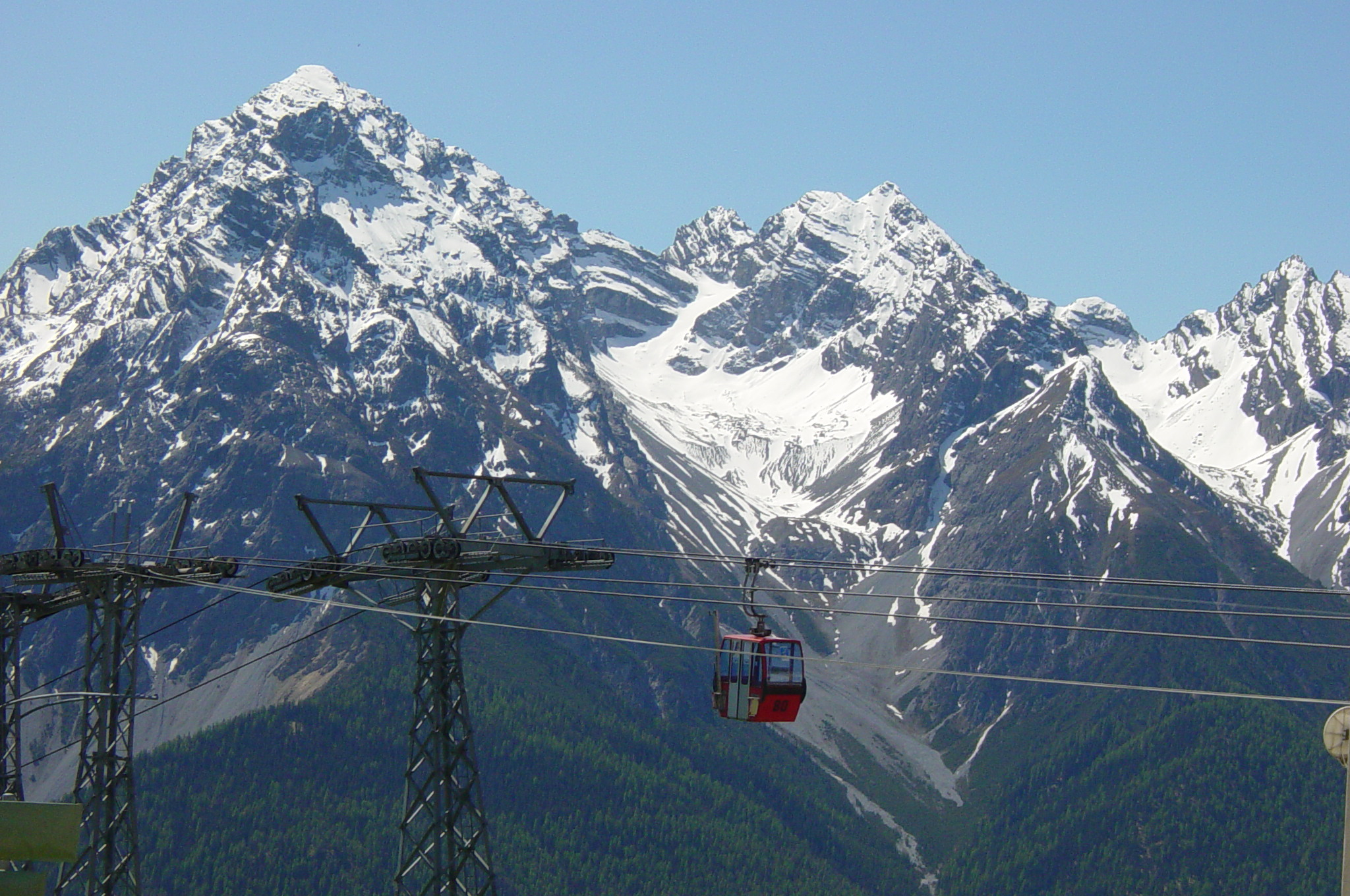
Téléphérique de Scuol.

#### Ski alpin
Le domaine skiable du Motta Naluns (1 250–2 785 m) compte 80 km de pistes damées et 12 remontées mécaniques vers des domaines skiables de taille moyenne pour la Suisse. Son avantage est la compacité du domaine skiable et des aménagements qui permettent des trajets courts.
La majorité des pistes sont de niveau facile à intermédiaire, les pistes plus difficiles se trouvent principalement sur Mot da Ri et Salaniva. La zone Salaniva-Champatsch-Salez est une grande zone de ski freeride. À côté du premier télésiège, il y a un « fun park » pour les snowboarders et les skieurs.
Le point culminant est une piste de 10 km de long, dans la partie inférieure artificiellement enneigée jusqu'à Sent (1 430 m) sur 3 km, qui conduit depuis quelques années également 2 km plus loin jusqu'à Scuol (1 250 m). La piste de la vallée « Derby » est entièrement enneigée et moyennement difficile jusqu'à Scuol (5,5 km) comme les 3 km de descente dans la vallée jusqu'à Ftan (1 684 m).

#### Ski de fond
La Basse-Engadine offre un total de 72 km de pistes de ski de fond pour le ski de fond classique et le skating, dont le sentier de 28 km Scuol-Martina le long de la rivière Inn, qui peut être damé avec de la neige artificielle sur les cinq premiers kilomètres. Il est généralement enneigé en raison de son emplacement dans le fond de la vallée. Il existe d'autres sentiers à Ftan, Tarasp et d'autres endroits de la Basse-Engadine. Un sentier d'altitude de six kilomètres est situé sur Motta Naluns (2 146 m) dans le domaine skiable de Scuol.

### Sources d'eau minérale
Grâce à ses sources d'eau médicinale et minérale, Scuol est également connue comme station thermale. Elle dispose d'un bain d'eau minérale, le Bogn Engiadina Scuol.

## Infrastructures et transports

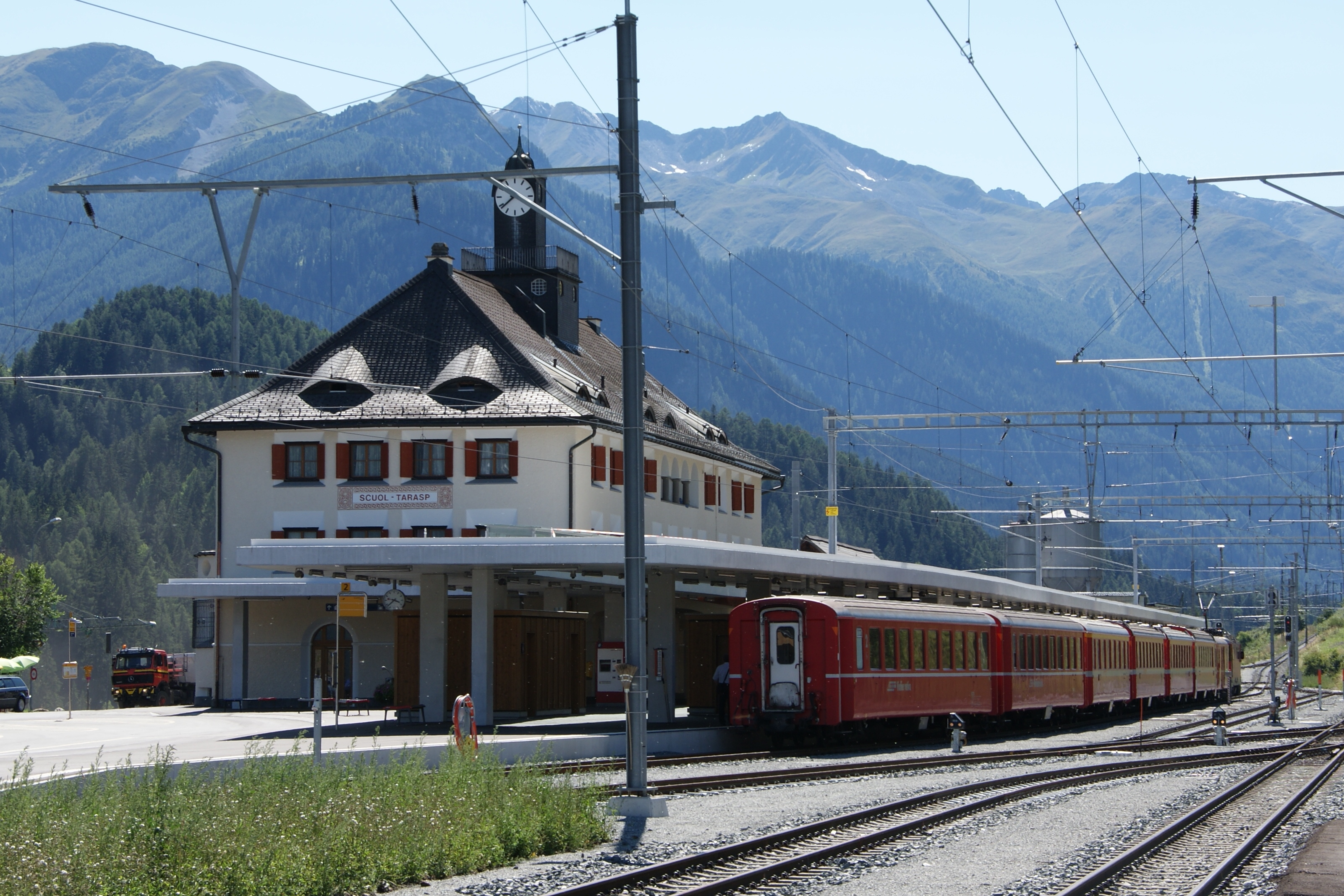
Gare de Scuol-Tarasp.

La commune compte quatre gares : Scuol-Tarasp, Ftan Baraigla, Ardez et Guarda. Toutes les quatre sont situés sur la ligne de Bever à Scuol-Tarasp avec un service régulier vers Disentis/Mustér et Pontresina. Scuol-Tarasp est le terminus du chemin de fer de l'Engadine des Chemins de fer rhétiques et le point de départ de plusieurs lignes de bus. La Route principale 27 (Suisse) relie Scuol en direction est au Tyrol, en direction sud-ouest, elle s'étend jusqu'à Saint-Moritz.

## Spécialité
Le pain de Scuol, dit « pan grond », intègre des poires séchées dans sa composition.

## Personnalités
- Giacomo Rotondo (* vers 1550 à Scuol ; † après 1613 à Scuol), constructeur, architecte à Varsovie[45]
- Ludwig Molitor (* vers 1620 à Scuol; † 1683 à Latsch GR), pasteur réformé, poète (chants)
- Tumasch Rauch (* 22 mai 1896 à Scuol ; 17 février 1979), musicien, compositeur et agriculteur[46]
- Duri Bezzola (* 1942), architecte et conseiller national FdP
- Clo Duri Bezzola (* 14 juillet 1945 à Scuol ; † 2004), écrivain[47]
- Nott Caviezel (* 1953 à Scuol), historien de l'art et professeur des universités
- Barbara Janom Steiner (* 1963 à Scuol), avocate, politicienne BDP et membre du gouvernement
- Bianca Mayer (nom de l'artiste : Bibi Vaplan, * 1979 à Scuol), musicienne et chanteuse romanche
- Felix-Louis Calonder, homme politique suisse
- Tonia Maria Zindel, actrice suisse